# فيجاو (لاعب كرة قدم)
أنطونيو فيليبي غونزاغا دي أكينو (بالبرتغالية: Antonio Filipe Gonzaga de Aquino) (مواليد 8 أبريل 1992)، المعروف باسم فيجاو (بالبرتغالية: Feijão)، هو لاعب كرة قدم برازيلي يلعب في مركز خط الوسط مع نادي أنابولينا.

## مسيرته
تخرج من أكاديمية الشباب في نادي باهيا، وتمت ترقيته إلى الفريق الأول في عام 2013 بعد مشاركته في كأس ساو باولو لكرة القدم للشباب. في 19 سبتمبر 2013، سجل هدفه الأول مع النادي في الفوز 2–0 على نادي إنترناسيونال.
في 14 يناير 2014، انضم فيجاو إلى نادي فلامنغو بعقد إعارة لمدة عام. ومع ذلك، وبعد أن لعب بشكل محدود، عاد إلى ناديه الأصلي في 16 أبريل.
أُعير فيجاو إلى نادي أتلتيكو غويانيينسي بعقد لمدة عام في 7 يوليو 2015. لكن في 23 نوفمبر، تم إنهاء عقد الإعارة قبل موعده من طرف أتلتيكو غويانيينسي.
في 19 يناير 2018، انضم فيجاو إلى نادي سي آر بي بعقد إعارة حتى نهاية الموسم.
بعد فترة لعب في نادي كاظمة في الكويت، عاد فيجاو إلى البرازيل في يناير 2020 وانضم إلى نادي أنابولينا.

## روابط خارجية
- فيجاو على موقع قاعدة بيانات كرة القدم.إي يو (الإنجليزية)
- فيجاو على موقع Soccerway.com (الإنجليزية)